# إلفيرا رودريغيز
إلفيرا رودريغيز (مدريد، 15 مايو 1949) خبيرة اقتصادية وسياسية إسبانية. كانت رئيسة الكوميسيون ناسيونال ديل ميركادو دي فالوريس وهي جهة تنظيمية مالية بين عامي 2012 و2016. في السابق كانت كعضو في الحزب الشعبي، عملت في مجلس النواب ووزيرة البيئة في حكومة أزنار الثانية، وكذلك رئيسة جمعية مدريد في الدورة الثامنة للبرلمان الإقليمي. شغل رودريغيز عدة مناصب أخرى منها:
- مدير عام الميزانيات (1996-2000).
- وزير الدولة للميزانيات والنفقات (2000-2003).
- وزير البيئة (2003-2004).
- نائب مورسيا في مجلس النواب (2004-2006).
- وزيرة النقل في مجتمع مدريد (2006-2007).
- رئيسة جمعية مدريد (2007-2011).
- عضو مجلس الشيوخ المعين من قبل جمعية مدريد (2011).
- عضو مجلس النواب (2011-2012).
- رئيسة هيئة سوق الأوراق المالية الوطنية (منذ 2012).